# Friedrichshagen (Greifswald)

Friedrichshagen mit Höfen I bis III

Friedrichshagen ist ein Ortsteil der Hansestadt Greifswald. Er befindet sich im Osten des Stadtgebiets, etwa einen Kilometer südlich der Dänischen Wiek und ist über die Landesstraße 26 (Wolgaster Landstraße) zu erreichen. Friedrichshagen gehört mit 196 Einwohnern bei einer Fläche von mehr als 436 Hektar zu den gering besiedelten Stadtteilen Greifswalds. 

## Geschichte
Etwas westlich des Ortes im zum Kloster gehörenden Waldgebiet sind zwei slawische Burgwälle nachgewiesen, die auf eine frühere Besiedlung der Gegend hinweisen. Friedrichshagen ist dem Namen nach eine frühdeutsche Hagen-, das heißt Rodungssiedlung des Klosters Eldena.
Das Dorf wurde urkundlich erstmals 1248 als im Besitz des Klosters Eldena stehendes Frederikeshaghen erwähnt. Ferner sind die Bezeichnungen Friderikeshagen (1280), Vredershagen (1403), Frederikshagen (1541), Fridrichshagen (1618) und 1634 schließlich erstmals Friedrichshagen überliefert.
1250 bestätigte Papst Innocenz (Ort als locus bezeichnet) dem Kloster den Besitz, 1280 schenkte Bischof Hermann den Zehnten aus Friedrichshagen an das Kloster (Urkundennennung villa für den Ort), 1281 bestätigte dann Herzog Bogislaw IV. den Besitz und 1403 verpfändeten die Herzöge Barnim VI. und Wartislaw VIII. die Bede und andere Dienste aus Friedrichshagen an den Greifswalder Bürgermeister Heinrich Rubenow.
Nach der Säkularisation des Klosters 1535 gehörte Friedrichshagen zum herzoglichen Amt Eldena. 1634 gelangte es durch Übertragung in den Besitz der Universität Greifswald. Jeweils ein Hof der zu dieser Zeit hier ansässigen sieben Bauern und fünf Kossäten war durch die Ereignisse des Dreißigjährigen Krieges zerstört.
Die Höfe wurden von der Universität verpachtet und im Lauf der Zeit zusammengelegt. In den MTB 1880 und 1920 (Messtischblatt) sind die Höfe I bis III eingezeichnet. Hof III ist das Kerndorf an der heutigen L 26, Hof I und II liegen ca. 1,2 Kilometer südlich davon nebeneinander. 
Die verbliebenen drei Höfe wurden während der Bodenreform aufgeteilt. 
Friedrichshagen wurde am 1. Juli 1950 nach Kemnitz eingemeindet. Seit 1960 gehört der Ort zu Greifswald.